# Boris Raj
Boris Raj, slovenski veteran vojne za Slovenijo, * 8. januar 1952.
Na državnozborskih volitvah leta 2011 je kandidiral na listi Zares.

## Odlikovanja in nagrade
Leta 1996 je prejel častni znak svobode Republike Slovenije z naslednjo utemeljitvijo: »za izjemne zasluge pri obrambi svobode in uveljavljanju suverenosti Republike Slovenije«.